# Шентрейль, Антуан
Антуа́н Шентрёйль  (фр. Antoine Chintreuil; 15 мая 1814 — 8 августа 1873) — французский художник-пейзажист и импрессионист. В его родном городе существует музей художника (фр. Musée Chintreuil).

## Биография
Вырос в Брессе. В 1838 году переехал в Париж, где начал учиться у Поля Делароша в 1842 году. В следующем году он познакомился с Камилем Коро, который оказал на него сильное влияние.

## Картины в музеях
- Les Rogations à Igny, 1854, Бурк-ан-Брес
- Une vallée - Effet de matin, 1854, Орлеан
- Le Soir, 1855, Анже
- Chemin dans les bois 1865, Аррас
- La Mer au soleil couchant : Fécamp 1866, Бурк-ан-Брес
- L'Ondée, 1868, Франкфурт-на-Майне
- L'Espace, 1869, Орсэ, Париж
- Pommiers et genêts en fleurs, 1872, Орсэ
- Pluie et soleil, 1873 Орсэ
- Chemin sous des pommiers, Руан
- Une Marnière, Кливленд, Огайо